# Rat der Anwaltschaften der Europäischen Gemeinschaft
Der Rat der Anwaltschaften der Europäischen Gemeinschaft (französisch: Commission de Conseil des Barreaux européens, abgekürzt CCBE) ist die Verbindung der nationalen Anwaltschaften der 27 EU-Staaten, ebenso Islands, Liechtensteins und Norwegens (als Mitglieder des EWR) und der Schweiz. Die Anwaltschaften einiger weiterer Staaten sind entweder assoziiert (Kroatien, Türkei) oder haben Beobachterstatus (Mazedonien, Montenegro, Serbien, Ukraine, Georgien).
Die CCBE wurde 1960 gegründet und sieht sich als Verbindung zwischen den Mitgliedern einerseits und den EU-Institutionen andererseits. Ferner arbeitet man international mit diversen vergleichbaren außereuropäischen Vereinigungen zusammen. 
Sie beschloss auf einer Vollversammlung am 28. Oktober 1988 ihre Berufsregeln der Rechtsanwälte der Europäischen Union mit Regeln für das Verhalten gegenüber Mandanten, Gerichten und anderen Anwälten.